# 후방 센서

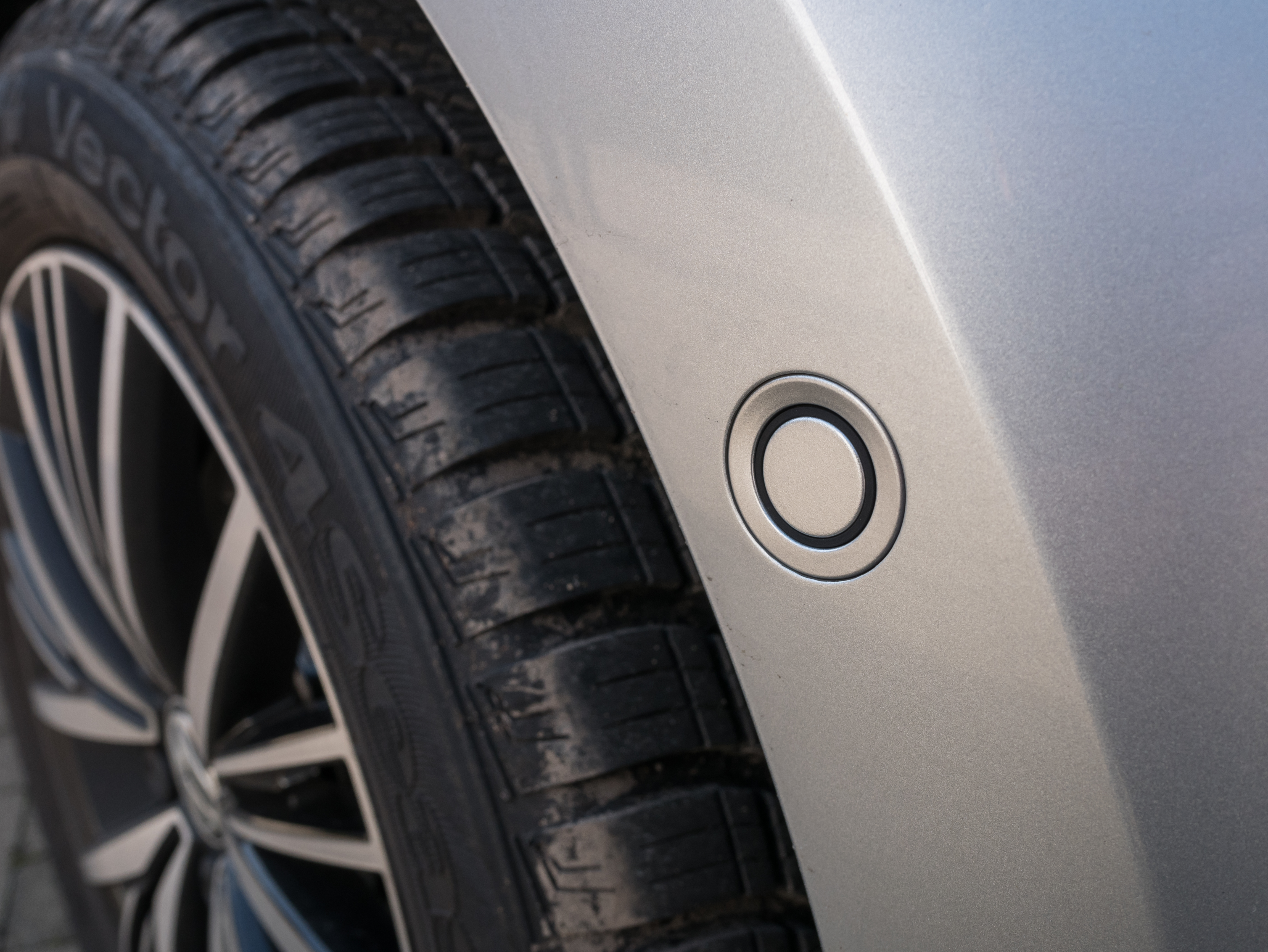
펜더의 주차 센서

주차 센서는 근접 센서로, 주차 중 운전자에게 장애물을 알리기 위해 설계된 도로 차량용이다. 이 시스템은 전자기 센서 또는 초음파 센서를 사용한다.

## 초음파 시스템
이 시스템은 초음파 근접 센서를 특징으로 하며, 전면 및 후면 범퍼 페시아에 위치하거나 인접한 그릴 또는 움푹 들어간 곳에 시각적으로 최소화된 센서를 통해 주변 물체와의 거리를 측정한다.
센서는 음향 펄스를 방출하며, 제어 장치는 각 반사된 신호의 반환 간격을 측정하고 물체 거리를 계산한다. 시스템은 음향 신호로 운전자에게 경고하며, 진동수는 물체 거리를 나타내고, 빠른 음향은 더 가까운 근접성을 나타내고 연속적인 음향은 최소 사전 정의된 거리를 나타낸다. 시스템에는 물체 거리를 나타내는 LED 또는 LCD 판독기와 같은 시각적 보조 장치도 포함될 수 있다. 차량에는 차량 인포테인먼트 화면에 차량 픽토그램이 포함될 수 있으며, 주변 물체가 색상 블록으로 표시된다.
후방 센서는 후진 기어가 선택될 때 활성화될 수 있으며 다른 기어가 선택되자마자 비활성화된다. 전방 센서는 수동으로 활성화될 수 있으며 차량이 미리 정해진 속도에 도달하면 자동으로 비활성화되어 후속적인 성가신 경고를 방지한다.
초음파 시스템은 음파의 반사에 의존하므로, 시스템이 평평한 물체나 소리를 반사하기에 충분히 크지 않은 물체(예: 좁은 기둥 또는 차량을 직접 향하거나 물체 근처에 있는 종방향 물체)를 감지하지 못할 수 있다. 수직에서 기울어진 평평한 표면을 가진 물체는 반사된 음파를 센서에서 멀리 편향시켜 감지를 방해할 수 있다. 또한 음향 흡수력이 강한 부드러운 물체(예: 양모 또는 이끼)는 감지력이 약할 수 있다.

## 전자기 시스템
전자기 주차 센서(EPS)는 1992년 마우로 델 시뇨레에 의해 재발명되고 특허를 받았다. 전자기 센서는 피해야 할 물체 쪽으로 차량이 느리고 부드럽게 움직이는 것에 의존한다. 장애물이 감지되면 차량이 일시적으로 멈춰도 센서는 장애물의 존재를 계속 알린다. 차량이 다시 후진하기 시작하면 장애물에 가까워질수록 경보 신호가 커진다. 전자기 주차 센서는 종종 구멍을 뚫을 필요가 없는 독특한 디자인으로 판매되며, 범퍼 안쪽에 눈에 띄지 않게 장착되어 차량의 '새로운 공장 외관'을 유지한다.

## 사각지대 모니터 및 기타 기술
사각지대 모니터는 차량 측면 모니터링 이상을 포함할 수 있는 옵션이다. 여기에는 주차 공간에서 후진할 때 뒤에서 오는 차량에 대해 운전자에게 경고하는 "교차 교통 경고"가 포함될 수 있다.
미국에서는 2018년부터 모든 신차에 후방 카메라가 의무화되었다.

## 발명가
토요타 자동차는 1982년 토요타 코로나에 초음파 백 소나를 도입하여 1988년까지 제공했다. 시각 장애인용 여행 보조기인 Sonic Pathfinder의 파생물인 주차 센서는 영국 노팅엄 대학교의 토니 헤이스 박사가 발명했다.
1984년 12월 13일, 마시모 치카렐로와 루게로 렌치(이탈리아 발명가 목록 참조)는 이탈리아에서 초음파 주차 센서에 대한 특허를 신청했으며, 1988년 11월 16일 산업부는 그들에게 산업 발명 특허 번호 1196650을 부여했다.

## 같이 보기
- 자동 주차
- 후방 충돌
- 후방 카메라
- 사각지대 모니터
- 사각지대 (차량)
- 주차 조향 보조 시스템
- Experimental Safety Vehicle (ESV)
- 지능형 자동차
- 차선 유지 보조 시스템
- 사물이 거울에 보이는 것보다 가까이 있음
- 옴니뷰 기술
- 충돌 예측 시스템
- 룸미러
- 사이드 미러
- 백미러